# 林佳棻
林佳棻（9月15日—）暱稱：LinLin/日文：リンリン）生於台灣台中市神岡區，台灣Youtuber。三原JAPAN成員。華岡藝校戲劇科畢業。曾住旅居大阪2年。

## 主要活動
就讀開南大學日文系期間，曾至近畿大學舞台藝術系交換留學一年，並於同年選上KINDAIGIRLS（つんく製作人），以偶像身份在日本出道並活動一年。而後在大阪打工度假一年。
2020年3月正式成為三原JAPAN成員之一，並擔任團隊女主唱。主要出演「サンエン台湾」、「UMAI美食頻道」、「三原MUSIC頻道」。
2022年1月創立個人頻道「リンリンブラウニー （页面存档备份，存于）」，並上傳第一支影片。

## 經歷
- 2020年3月，加入三原JAPAN成為新團員
- 2020年8月，登上花蓮夏日嘉年華，並擔任主唱之一。
- 2021年1月，創立三原Music頻道，擔任主唱。
- 2021年1月23日，出演紅白藝能大賞。
- 2022年1月，創立個人頻道「リンリンブラウニー （页面存档备份，存于）」。

## 外部連結
- 林佳棻的Youtube頻道 （页面存档备份，存于）
- 林佳棻的Instagram （页面存档备份，存于）
- 林佳棻的Facebook專頁 （页面存档备份，存于）
- 林佳棻的Twitter （页面存档备份，存于）